# Architecture in Helsinki
Architecture in Helsinki — музыкальный коллектив, играющий эклектичную и нетривиальную поп-музыку; группа использует аналоговые синтезаторы, семплеры, глокеншпиль, кларнет, ударные и гитары. Коллектив был основан Кэмероном Бердом в пригороде Мельбурна (Австралия) в конце 1990-х годов. В группу также вошли Джейми Милдрен и Сэм Перри, которые играли с Бердом в подростковой фанк-гранж-группе The Pixel Muttons. Через некоторое время коллектив переехал в Мельбурн, а в 2000 году Берд, изучая фотографию в школе искусств, познакомился с Джеймсом Сесилом, который стал ударником коллектива. Примерно в это же время в группу вошла кларнетистка Келли Сазерленд. Затем к Architecture in Helsinki присоединились Изобель Ноулз, Тара Шекелл и Гас Франклин. Первый альбом группы, Fingers Crossed, был выпущен 9 февраля 2003 года. В 2005 году Architecture in Helsinki записали второй альбом In Case We Die, получивший хорошую критику и множество музыкальных наград. В середине 2006 года Тара Шекелл и Изобель Ноулз покинули группу по причине «творческих разногласий» с другими участниками. В этом же году Architecture in Helsinki выпустили We Died, They Remixed, альбом ремиксов на In Case We Die. В 2007 году группа записала новый диск Places Like This.

## Дискография

### Альбомы
- Fingers Crossed (2003)
- In Case We Die (2005)
- We Died, They Remixed (2006)
- Places Like This (2007)
- Moment Bends (2011)
- NOW + 4EVA (2014)

### Синглы и мини-альбомы
- «Like a Call» (2002)
- «Kindling (EP)» (2003)
- «Keepsake (EP)» (2004)
- «Do the Whirlwind (EP)» (2005)
- «Maybe You Can Owe Me» 7" (2005)
- «Do the Whirlwind» UK version (2005)
- «Wishbone» 7" (2006)
- «Heart It Races» (2007)
- «Hold Music» 7" (2007)
- «Like It Or Not» (2008)

### Интересные факты
- Трек «Escapee» стал частью саундтрека игры FIFA 12 от Electronic Arts.